# Hannes Trautloft
Johannes « Hannes » Trautloft, né le 3 mars 1912 et mort le 11 janvier 1995, est un général allemand.
Pendant la guerre d'Espagne et la Seconde Guerre mondiale, il est pilote de chasse dans la Luftwaffe. Il a le commandement de le Jagdgeschwader 54 entre 1940 et 1943.
Après guerre, il devient notamment inspecteur adjoint de l'armée de l'air (en) (Inspekteur der Luftwaffe) de l'Allemagne de l'Ouest.